# Whitehead (County Antrim)

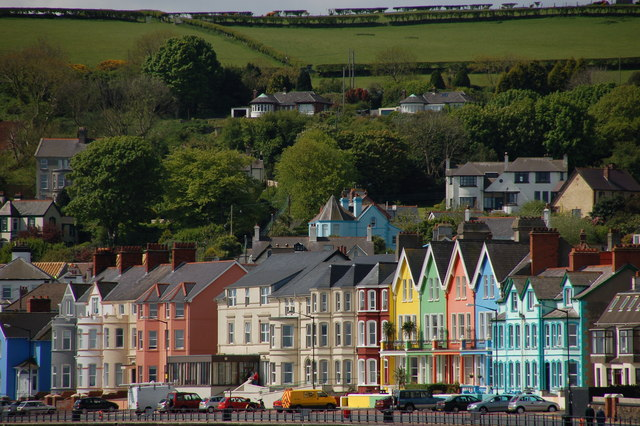
Whitehead, Küstenansicht

Whitehead (irisch: An Cionn Bán) ist eine Stadt mit etwa 3.700 Einwohnern in der historischen Grafschaft Antrim an der Ostküste Nordirlands im Distrikt Mid and East Antrim.

## Verkehr
Whiteheads Hauptbahnhof wurde am 1. Mai 1863 eröffnet; Whitehead Excursion Platform wurde am 10. Juli 1907 in Betrieb genommen.

## Persönlichkeiten
- Sting lebte hier in den 1970er Jahren.
- Der Fußballprofi Keith Gillespie ging hier zur Grundschule.